# Сент-Этьен (футбольный клуб)
«Сент-Этье́н» (полное название — Спортивная ассоциация «Сент-Этьен Луар»; фр. Association sportive de Saint-Étienne Loire, французское произношение: [asɔsjɑsjɔ̃ spɔʁtiv də sɛ̃t‿etjɛn lwaʁ]) — французский профессиональный футбольный клуб из одноимённого города. Основан в 1919 году. Один из наиболее титулованных клубов страны. За более чем вековую историю «Сент-Этьен» завоёвывал титул чемпиона страны десять раз. «Зелёные» также шесть раз выигрывали Кубок Франции и один раз Кубок французской лиги.
Выступает в Лиге 2, втором дивизионе в системе футбольных лиг Франции.

## История

### Создание клуба и довоенные годы (1919—1939)
История «Сент-Этьена» начинается в 1919 году, когда сотрудники супермаркета сети Groupe Casino создали футбольную команду под названием Amicale des Employés de la Société des Magasins Casino (ASC). Команда приняла решение выступать в форме зелёного цвета — как и у Casino. В 1920 году из-за запрета Федерации футбола Франции на использование товарных знаков в названии команд, клуб изменил своё название на Amical Sporting Club, чтобы сохранить аббревиатуру ASC, а после слияния с другим местным клубом Stade Forézien Universitaire, изменил своё название на Association sportive Stéphanoise (ASS). В 1927 году президентом клуба выбран Пьер Гишар — сын Жоффруа Гишара, основателя Casino.
В 1930 году ФФФ разрешает клубам Франции иметь профессиональный статус. В 1933-м «зелёные» также получают профессиональный статус и меняют название на нынешнее — Association Sportive Saint-Étienne. В том же году «Сент-Этьен» заявляется в новообразованную Лигу 2 и занимает по итогам сезона 1933/34 второе место в Южной группе. Клуб оставался в Лиге 2 ещё четыре сезона, прежде чем в сезоне 1938/39 дебютировать в Лиге 1 под руководством шотландского специалиста Уильяма Дакворта на почётном четвёртом месте. Однако развить успех не удалось из-за начала Второй мировой войны.

### Послевоенные успехи (1945—1960)
«Зелёные» удивили многих в первом после окончания войны сезоне 1945/46, заняв второе место после «Лилля». Развить успех однако не удалось, и перед началом сезона 1950/51 руководство приняло решение расстаться с австрийским тренером Игнасом Таксом, доверив команду бывшему игроку Жану Снелля.
Вместе со Снелля в 1955 году «Сент-Этьен» выиграл свой первый трофей — Кубок Шарля Драго (в этом турнире участвовали клубы, выбывшие из четвертьфинала Кубка Франции). Через два года «зелёные» впервые побеждают в чемпионате и получают право представлять Францию в Кубке чемпионов. В первом своём еврокубковом матче «Сент-Этьен» встретился с «Рейнджерс» на стадионе «Айброкс» и уступил 1:3, единственный гол французов забил лучший бомбардир клуба того времени Рашид Меклуфи. В ответной игре дома «зелёные» выиграли 2:1, но дальше всё равно прошли шотландцы. В 1958 году клуб повторно выигрывает Кубок Драго, а перед началом сезона 1959/60 в швейцарский «Серветт» уходят Снелля и Меклуфи.
Предварительный раунд
| 4 сентября 1957                                             | \| «Рейнджерс» \| 3:1 \| «Сент-Этьен» \| \| Дональд Кихенбранд 19′ · Алекс Скотт 47′ · Билл Симпсон 82′ \| Голы \| Рашид Меклуфи 14′ \| | "Айброкс", Глазго Зрителей: 85,000 Судья: Лео Хелге |
| «Рейнджерс»                                                 | 3:1 | «Сент-Этьен»                                        |
| Дональд Кихенбранд 19′ · Алекс Скотт 47′ · Билл Симпсон 82′ | Голы | Рашид Меклуфи 14′                                   |

| 25 сентября 1957                  | \| «Сент-Этьен» \| 2:1 \| «Рейнджерс» \| \| Рене Феррье 18′ · Жан Олексяк 72′ \| Голы \| Дэвид Уилсон 72′ \| | "Жоффруа Гишар", Сент-Этьен Зрителей: 29,517 Судья: Аксель Асмуссен |
| «Сент-Этьен»                      | 2:1 | «Рейнджерс»                                                         |
| Рене Феррье 18′ · Жан Олексяк 72′ | Голы | Дэвид Уилсон 72′                                                    |

### Уход и возвращение Жана Снелля (1961—1963)
Новым тренером был назначен Рене Вернье. Под его руководством «Сент-Этьен» занимает 12 место в чемпионате — худший результат за последние 8 лет. Вернье уходит и его сменяет Франсуа Викар. В 1961 году Роже Рош стал президентом и одним из главных инвесторов клуба. После двух сезонов с Викаром во главе, «Сент-Этьен» занимает 17 место в сезоне 1961/62 и вылетает в Лигу 2. Викар, однако, привёл «зелёных» к первой победе в Кубке Франции в 1962 году, работая в тандеме с Анри Гереном. В финале на «Стад Олимпик» была одержана победа над «Нанси» со счётом 1:0. В сезоне 1962/63 «Сент-Этьен» вернулся в Лигу 1, но по окончании сезона Викар был уволен. В команду вернулся Жан Снелля, успевший выиграть с «Серветтом» два звания чемпиона Швейцарии. Вместе с ним вернулся и лучший бомбардир «зелёных» Рашид Меклуфи.
Предварительный раунд
| 20 сентября 1962  | \| «Сент-Этьен» \| 1:1 \| «Витория Сетубал» \| \| Ролан Митораж 72′ \| Голы \| Матеуш 57′ \| | "Жоффруа Гишар", Сент-Этьен |
| «Сент-Этьен»      | 1:1                                                                                          | «Витория Сетубал»           |
| Ролан Митораж 72′ | Голы                                                                                         | Матеуш 57′                  |

| 23 сентября 1962  | \| «Витория Сетубал» \| 0:3 \| «Сент-Этьен» \| \| \| Голы \| Жак Фавр 35′ 44′ · Жан-Клод Болу 72′ \| | "Ду Бонфин", Сетубал                 |
| «Витория Сетубал» | 0:3                                                                                                  | «Сент-Этьен»                         |
|                   | Голы                                                                                                 | Жак Фавр 35′ 44′ · Жан-Клод Болу 72′ |

Первый раунд
| 18 октября 1962 | \| «Сент-Этьен» \| 0:0 \| «Нюрнберг» \| | "Жоффруа Гишар", Сент-Этьен |
| «Сент-Этьен»    | 0:0                                     | «Нюрнберг»                  |

| 14 ноября 1962                        | \| «Нюрнберг» \| 3:0 \| «Сент-Этьен» \| \| Штрель 27′ · Вильд 75′ · Хазендер 83′ \| Голы \| \| | "Франкенштадион", Нюрнберг |
| «Нюрнберг»                            | 3:0                                                                                            | «Сент-Этьен»               |
| Штрель 27′ · Вильд 75′ · Хазендер 83′ | Голы                                                                                           |                            |

### Лидер французского футбола (1963—1982)

#### Альбер Баттё (1967—1972)
Вернувшись в сезоне 1963/64 в Лигу 1, «Сент-Этьен» под руководством Снелля сразу вернул себе чемпионское звание. В сезоне 1966/67 «зелёные» стали трёхкратными чемпионами Франции, а Снелля снова уходит тренировать «Серветт». Команду возглавляет Альбер Баттё пять раз приводивший к чемпионству «Реймс». В это время в команду пришли такие сильные игроки как Жорж Берета (лучший футболист Франции 1973 и 1974 годов), Бернар Боскье (лучший футболист Франции 1967 и 1968 годов), Жерар Фаризон, Эрве Равелли (лучший футболист Франции 1969 года), Эме Жаке, Салиф Кейта (лучший футболист Африки 1970 года) и голкипер Жорж Карню (лучший футболист Франции 1970 и 1971 годов).
В первом же сезоне при Баттё (1967/68) «Сент-Этьен» впервые сделал золотой дубль, выиграв чемпионат и Кубок Франции. В следующих двух сезонах «зелёные» снова выигрывали чемпионат, таким образом выиграв его четыре раза подряд. Это достижение было побито лишь в сезоне 2005/06 «Лионом». После этого наступило затишье — два сезона без трофеев. Руководство недовольное таким развитием событий решило расстаться с Баттё. Его место занимает бывший игрок «стефануа» — Робер Эрбен. Возможно, Баттё припомнили неудачное выступление в еврокубках — в Кубке чемпионов «Сент-Этьен» не мог пробиться дальше второго раунда, часто проигрывая не самым сильным соперникам.
Предварительный раунд
| 9 сентября 1964                   | \| «Сент-Этьен» \| 2:2 \| «Шо-де-Фон» \| \| Рашид Меклуфи 18′ · Андре Гай 60′ \| Голы \| Хайнц Бертчи 32′ 43′ \| | "Жоффруа Гишар", Сент-Этьен Зрителей: 17 412 Судья: Анибал да Силва |
| «Сент-Этьен»                      | 2:2 | «Шо-де-Фон»                                                         |
| Рашид Меклуфи 18′ · Андре Гай 60′ | Голы | Хайнц Бертчи 32′ 43′                                                |

| 16 сентября 1964                      | \| «Шо-де-Фон» \| 2:1 \| «Сент-Этьен» \| \| Анри Шкиба 46′ · Этторе Тривеллин 70′ \| Голы \| Андре Гай 10′ \| | "Стад де Шарье", Ла-Шо-де-Фон Зрителей: 9 242 Судья: Мануэль Гомес Аррибас |
| «Шо-де-Фон»                           | 2:1 | «Сент-Этьен»                                                               |
| Анри Шкиба 46′ · Этторе Тривеллин 70′ | Голы | Андре Гай 10′                                                              |

Первый раунд
| 20 сентября 1967               | \| «Сент-Этьен» \| 2:0 \| «Куопио» \| \| Робер Эрбен 43′ · Эме Жаке 47′ \| Голы \| \| | "Жоффруа Гишар", Сент-Этьен |
| «Сент-Этьен»                   | 2:0                                                                                   | «Куопио»                    |
| Робер Эрбен 43′ · Эме Жаке 47′ | Голы                                                                                  |                             |

| 4 октября 1967 | \| «Куопио» \| 0:3 \| «Сент-Этьен» \| \| \| Голы \| Робер Эрбен 5′ · Бернар Боскье 25′ · Эрве Ревелли 84′ \| | Стадион «Ваиноланниеми», Куопио                       |
| «Куопио»       | 0:3 | «Сент-Этьен»                                          |
|                | Голы | Робер Эрбен 5′ · Бернар Боскье 25′ · Эрве Ревелли 84′ |

Второй раунд
| 16 ноября 1967                 | \| «Бенфика» \| 2:0 \| «Сент-Этьен» \| \| Жозе Аугусто 28′ · Эйсебио 59′ \| Голы \| \| | "Да Луж", Лиссабон |
| «Бенфика»                      | 2:0                                                                                    | «Сент-Этьен»       |
| Жозе Аугусто 28′ · Эйсебио 59′ | Голы                                                                                   |                    |

| 30 ноября 1967  | \| «Сент-Этьен» \| 1:0 \| «Бенфика» \| \| Жорж Берета 10′ \| Голы \| \| | "Жоффруа Гишар", Сент-Этьен |
| «Сент-Этьен»    | 1:0                                                                     | «Бенфика»                   |
| Жорж Берета 10′ | Голы                                                                    |                             |

Первый раунд
| 18 сентября 1968                   | \| «Сент-Этьен» \| 2:0 \| «Селтик» \| \| Салиф Кейта 15′ · Эрве Ревелли 36′ \| Голы \| \| | "Жоффруа Гишар", Сент-Этьен |
| «Сент-Этьен»                       | 2:0                                                                                       | «Селтик»                    |
| Салиф Кейта 15′ · Эрве Ревелли 36′ | Голы                                                                                      |                             |

| 2 октября 1968                                                                  | \| «Селтик» \| 4:0 \| «Сент-Этьен» \| \| Томас Джеммел 44′ · Джеймс Крейг 59′ · Стивен Чалмерс 66′ · Джозеф МакБрайд 87′ \| Голы \| \| | "Селтик Парк", Глазго |
| «Селтик»                                                                        | 4:0 | «Сент-Этьен»          |
| Томас Джеммел 44′ · Джеймс Крейг 59′ · Стивен Чалмерс 66′ · Джозеф МакБрайд 87′ | Голы |                       |

Первый раунд
| 17 сентября 1969                     | \| «Бавария» \| 2:0 \| «Сент-Этьен» \| \| Дитер Бреннингер 22′ · Франц Рот 53′ \| Голы \| \| | «Грюнвальдер Штадион», Мюнхен |
| «Бавария»                            | 2:0                                                                                          | «Сент-Этьен»                  |
| Дитер Бреннингер 22′ · Франц Рот 53′ | Голы                                                                                         |                               |

| 1 октября 1969                        | \| «Сент-Этьен» \| 3:0 \| «Бавария» \| \| Эрве Ревелли 2′ 59′ · Салиф Кейта 81′ \| Голы \| \| | "Жоффруа Гишар", Сент-Этьен |
| «Сент-Этьен»                          | 3:0                                                                                           | «Бавария»                   |
| Эрве Ревелли 2′ 59′ · Салиф Кейта 81′ | Голы                                                                                          |                             |

Второй раунд
| 12 ноября 1969                     | \| «Легия» \| 2:1 \| «Сент-Этьен» \| \| Ян Пьежко 78′ · Казимерж Дейна 83′ \| Голы \| Эрве Ревелли 39′ \| | Стадион Войска Польского, Варшава |
| «Легия»                            | 2:1 | «Сент-Этьен»                      |
| Ян Пьежко 78′ · Казимерж Дейна 83′ | Голы | Эрве Ревелли 39′                  |

| 26 ноября 1969 | \| «Сент-Этьен» \| 0:1 \| «Легия» \| \| \| Голы \| Казимерж Дейна 85′ \| | "Жоффруа Гишар", Сент-Этьен |
| «Сент-Этьен»   | 0:1                                                                      | «Легия»                     |
|                | Голы                                                                     | Казимерж Дейна 85′          |

Первый раунд
| 16 сентября 1970              | \| «Кальяри» \| 3:0 \| «Сент-Этьен» \| \| Луиджи Рива 9′ 70′ · Нене 20′ \| Голы \| \| | "Сан-Элия", Кальяри |
| «Кальяри»                     | 3:0                                                                                   | «Сент-Этьен»        |
| Луиджи Рива 9′ 70′ · Нене 20′ | Голы                                                                                  |                     |

| 30 сентября 1970     | \| «Сент-Этьен» \| 1:0 \| «Кальяри» \| \| Жан-Микель Ларке 30′ \| Голы \| \| | "Жоффруа Гишар", Сент-Этьен |
| «Сент-Этьен»         | 1:0                                                                          | «Кальяри»                   |
| Жан-Микель Ларке 30′ | Голы                                                                         |                             |

Первый раунд
| 15 сентября 1971 | \| «Сент-Этьен» \| 1:1 \| «Кёльн» \| \| Сарраманья 85′ \| Голы \| Зиммер 80′ \| | "Жоффруа Гишар", Сент-Этьен |
| «Сент-Этьен»     | 1:1                                                                             | «Кёльн»                     |
| Сарраманья 85′   | Голы                                                                            | Зиммер 80′                  |

| 28 сентября 1970        | \| «Кёльн» \| 2:1 \| «Сент-Этьен» \| \| Зиммер 46′ · Гловач 62′ \| Голы \| Ревелли 75′ \| | "Мюнгерсдорфер Штадион", Кёльн |
| «Кёльн»                 | 2:1                                                                                       | «Сент-Этьен»                   |
| Зиммер 46′ · Гловач 62′ | Голы                                                                                      | Ревелли 75′                    |

#### Робер Эрбен (1972—1983)
Под руководством Эрбена в сезоне 1972/73 клуб занял четвёртое место в чемпионате и дошёл до полуфинала Кубка. А в следующих трёх сезонах «Сент-Этьен» вновь стал главной силой французского футбола — три подряд звания чемпиона Франции и два подряд Кубка страны.
Команду усилили молодые таланты — Кристиан Лопес, Жак Сантини, Доминик Рошто и другие игроки.
И наконец к команде пришли успехи в Европе. В Кубке чемпионов 1974/75 «зелёные» дошли до полуфинала, где встретились с мюнхенской «Баварией». В первом матче на «Жоффруа Гишар» была зафиксирована нулевая ничья, а в ответном поединке в Мюнхене «Бавария» одержала победу — 2:0. Но в следующем сезоне «Сент-Этьен», обыграв в полуфинале ПСВ, всё-таки выходит в финал. Впервые с 1959 года, когда в финале играл «Реймс», французская команда добилась такого успеха. В финале на «Хэмпден Парк» «зелёные» вновь столкнулись с «Баварией». «Сент-Этьен» много атаковал, но Жак Сантини, Доминик Батеней и Освальдо Пиацца не реализовали свои моменты. Зато немцы свой шанс использовали — единственный гол забил Франц Рот. Несмотря на поражение, во Франции команду встретили как героев, а президент страны Валери Жискар д’Эстен принял игроков в Елисейском дворце.
Финал
После этого финала «Сент-Этьен» на пять лет сбавил темп, завоевав лишь один Кубок Франции. Тогда по просьбе Эрбена президент клуба Роже Рош приглашает в команду новых игроков — Патрика Баттистона, Джонни Репа, Жака Зимако, Бернара Лякомба и Мишеля Платини, который после перехода из «Нанси» стал самым высокооплачиваемым игроком в чемпионате Франции.
Столь внушительное пополнение помогло «зелёным» вновь стать сильнейшими в стране в 1981 году. Но развить успех не удалось — второе место в 1982 году и поражения в финалах Кубков 1981 и 1982 годов. В европейских кубках результаты также не радовали — поражение от берлинского «Динамо» в Кубке чемпионов 1981/82 и поражение от чешского «Богемианса» в Кубке УЕФА 1982/83.
Первый раунд
| 18 сентября 1974                   | \| «Сент-Этьен» \| 3:0 \| «Спортинг» \| \| Эрве Ревелли 15′ · Жорж Берета 58′ \| Голы \| \| | "Жоффруа Гишар", Сент-Этьен |
| «Сент-Этьен»                       | 3:0                                                                                         | «Спортинг»                  |
| Эрве Ревелли 15′ · Жорж Берета 58′ | Голы                                                                                        |                             |

| 2 октября 1974    | \| «Спортинг» \| 1:1 \| «Сент-Этьен» \| \| Эктор Ясальде 38′ \| Голы \| Эрве Ревелли 22′ \| | "Жозе Алваладе", Лиссабон |
| «Спортинг»        | 1:1                                                                                         | «Сент-Этьен»              |
| Эктор Ясальде 38′ | Голы                                                                                        | Эрве Ревелли 22′          |

Второй раунд
| 23 октября 1974                                              | \| «Хайдук» \| 4:1 \| «Сент-Этьен» \| \| Юрица Еркович 29′ 65′ · Славиша Жунгул 57′ · Желько Мияч 81′ \| Голы \| Эрве Ревелли 35′ \| | "Стари Плац", Сплит |
| «Хайдук»                                                     | 4:1 | «Сент-Этьен»        |
| Юрица Еркович 29′ 65′ · Славиша Жунгул 57′ · Желько Мияч 81′ | Голы | Эрве Ревелли 35′    |

| 6 ноября 1974                                                                                  | \| «Сент-Этьен» \| 5:1 (доп. вр.) \| «Хайдук» \| \| Жан-Микель Ларке 36′ · Доминик Батено 61′ · Жорж Берета 71′ (пен.) · Ив Триантафиллос 82′ 104′ \| Голы \| Мичун Йованич 60′ \| | "Жоффруа Гишар", Сент-Этьен |
| «Сент-Этьен»                                                                                   | 5:1 (доп. вр.) | «Хайдук»                    |
| Жан-Микель Ларке 36′ · Доминик Батено 61′ · Жорж Берета 71′ (пен.) · Ив Триантафиллос 82′ 104′ | Голы | Мичун Йованич 60′           |

Четвертьфинал
| 5 марта 1975                                                  | \| «Рух» \| 3:2 \| «Сент-Этьен» \| \| Зигмунд Мащук 9′ · Ян Бенигер 36′ · Бронислав Була 46′ (пен.) \| Голы \| Жан-Микель Ларке 36′ · Ив Триантафиллос 82′ \| | "Миейски", Хожув                            |
| «Рух»                                                         | 3:2 | «Сент-Этьен»                                |
| Зигмунд Мащук 9′ · Ян Бенигер 36′ · Бронислав Була 46′ (пен.) | Голы | Жан-Микель Ларке 36′ · Ив Триантафиллос 82′ |

| 5 марта 1975                               | \| «Сент-Этьен» \| 2:0 \| "Рух" \| \| Жерар Жанвион 3′ · Эрве Ревелли 84′ (пен.) \| Голы \| \| | «Жоффруа Гишар», Сент-Этьен |
| «Сент-Этьен»                               | 2:0                                                                                            | "Рух"                       |
| Жерар Жанвион 3′ · Эрве Ревелли 84′ (пен.) | Голы                                                                                           |                             |

Полуфинал
| 9 апреля 1975 | \| «Сент-Этьен» \| 0:0 \| «Бавария» \| | «Жоффруа Гишар», Сент-Этьен |
| «Сент-Этьен»  | 0:0                                    | «Бавария»                   |

| 23 апреля 1975                              | \| «Бавария» \| 2:0 \| «Сент-Этьен» \| \| Франц Беккенбауэр 2′ · Бернд Дернбергер 70′ \| Голы \| \| | "Олимпиаштадион", Мюнхен |
| «Бавария»                                   | 2:0                                                                                                 | «Сент-Этьен»             |
| Франц Беккенбауэр 2′ · Бернд Дернбергер 70′ | Голы                                                                                                |                          |

Первый раунд
| 17 сентября 1975 | \| КБ \| 0:2 \| «Сент-Этьен» \| \| \| Голы \| Патрик Ревелли 53′ · Жан-Микель Ларке 73′ \| | "Идрэтспаркен", Копенгаген                |
| КБ               | 0:2                                                                                        | «Сент-Этьен»                              |
|                  | Голы                                                                                       | Патрик Ревелли 53′ · Жан-Микель Ларке 73′ |

| 1 октября 1975                                               | \| «Сент-Этьен» \| 3:1 \| КБ \| \| Доминик Рошто 7′ · Патрик Ревелли 33′ · Жан-Мишель Ларке 86′ \| Голы \| Бьярне Петерсен 49′ \| | "Жоффруа Гишар", Сент-Этьен |
| «Сент-Этьен»                                                 | 3:1 | КБ                          |
| Доминик Рошто 7′ · Патрик Ревелли 33′ · Жан-Мишель Ларке 86′ | Голы | Бьярне Петерсен 49′         |

Второй раунд
| 22 октября 1975                         | \| «Сент-Этьен» \| 2:0 \| «Рейнджерс» \| \| Эрве Ревелли 28′ · Жан-Микель Ларке 89′ \| Голы \| \| | "Жоффруа Гишар", Сент-Этьен |
| «Сент-Этьен»                            | 2:0                                                                                               | «Рейнджерс»                 |
| Эрве Ревелли 28′ · Жан-Микель Ларке 89′ | Голы                                                                                              |                             |

| 5 ноября 1975        | \| «Рейнджерс» \| 1:2 \| «Сент-Этьен» \| \| Алекс МакДональд 88′ \| Голы \| Доминик Рошто 63′ · Эрве Ревелли 70′ \| | "Айброкс", Глазго                    |
| «Рейнджерс»          | 1:2 | «Сент-Этьен»                         |
| Алекс МакДональд 88′ | Голы | Доминик Рошто 63′ · Эрве Ревелли 70′ |

Четвертьфинал
| 3 марта 1976                           | \| «Динамо» (Киев) \| 2:0 \| «Сент-Этьен» \| \| Анатолий Коньков 21′ · Олег Блохин 54′ \| Голы \| \| | «Локомотив», Симферополь Зрителей: 35 000 Судья: Томас Клайв |
| «Динамо» (Киев)                        | 2:0                                                                                                  | «Сент-Этьен»                                                 |
| Анатолий Коньков 21′ · Олег Блохин 54′ | Голы                                                                                                 |                                                              |

| 17 марта 1976                                                | \| «Сент-Этьен» \| 3:0 (доп. вр.) \| «Динамо» (Киев) \| \| Эрве Ревелли 65′ · Жан-Мишель Ларке 73′ · Доминик Рошто 107′ \| Голы \| \| | "Жоффруа Гишар", Сент-Этьен |
| «Сент-Этьен»                                                 | 3:0 (доп. вр.) | «Динамо» (Киев)             |
| Эрве Ревелли 65′ · Жан-Мишель Ларке 73′ · Доминик Рошто 107′ | Голы |                             |

Полуфинал
| 31 марта 1976        | \| «Сент-Этьен» \| 1:0 \| ПСВ \| \| Жан-Микель Ларке 17′ \| Голы \| \| | "Жоффруа Гишар", Сент-Этьен |
| «Сент-Этьен»         | 1:0                                                                    | ПСВ                         |
| Жан-Микель Ларке 17′ | Голы                                                                   |                             |

| 14 апреля 1976 | \| ПСВ \| 0:0 \| «Сент-Этьен» \| | «Филипс», Эйндховен |
| ПСВ            | 0:0                              | «Сент-Этьен»        |

Финал
| 14 апреля 1976 | \| «Бавария» \| 1:0 \| «Сент-Этьен» \| \| Франц Рот 57′ \| Голы \| \| | "Хэмпден Парк", Глазго Зрителей: 54 864 Судья: Кароль Палотаи |
| «Бавария»      | 1:0                                                                   | «Сент-Этьен»                                                  |
| Франц Рот 57′  | Голы                                                                  |                                                               |

Первый раунд
| 15 сентября 1976           | \| ЦСКА "Септемврийско знаме" \| 0:0 \| «Сент-Этьен» \| | «Болгарска Армия», София |
| ЦСКА "Септемврийско знаме" | 0:0                                                     | «Сент-Этьен»             |

| 29 сентября 1976    | \| «Сент-Этьен» \| 1:0 \| ЦСКА «Септемврийско знаме» \| \| Освальдо Пьяцца 31′ \| Голы \| \| | "Жоффруа Гишар", Сент-Этьен |
| «Сент-Этьен»        | 1:0                                                                                          | ЦСКА «Септемврийско знаме»  |
| Освальдо Пьяцца 31′ | Голы                                                                                         |                             |

Второй раунд
| 20 октября 1976     | \| «Сент-Этьен» \| 1:0 \| ПСВ \| \| Освальдо Пьяцца 61′ \| Голы \| \| | "Жоффруа Гишар", Сент-Этьен |
| «Сент-Этьен»        | 1:0                                                                   | ПСВ                         |
| Освальдо Пьяцца 61′ | Голы                                                                  |                             |

| 3 ноября 1976 | \| ПСВ \| 0:0 \| «Сент-Этьен» \| | "Филипс", Эйндховен |
| ПСВ           | 0:0                              | «Сент-Этьен»        |

Четвертьфинал
| 2 марта 1977        | \| «Сент-Этьен» \| 1:0 \| «Ливерпуль» \| \| Доминик Батеней 78′ \| Голы \| \| | "Жоффруа Гишар", Сент-Этьен Зрителей: 40 000 |
| «Сент-Этьен»        | 1:0                                                                           | «Ливерпуль»                                  |
| Доминик Батеней 78′ | Голы                                                                          |                                              |

| 16 марта 1977                                         | \| «Ливерпуль» \| 3:1 \| «Сент-Этьен» \| \| Кевин Киган 2′ · Рэй Кеннеди 59′ · Дэвид Фейрклаф 84′ \| Голы \| Доминик Батеней 50′ \| | Энфилд Роуд, Ливерпуль Зрителей: 55 043 |
| «Ливерпуль»                                           | 3:1 | «Сент-Этьен»                            |
| Кевин Киган 2′ · Рэй Кеннеди 59′ · Дэвид Фейрклаф 84′ | Голы | Доминик Батеней 50′                     |

Первый раунд
| 14 сентября 1977      | \| «Сент-Этьен» \| 1:1 \| «Манчестер Юнайтед» \| \| Кристиан Синежель 80′ \| Голы \| Гордон Хилл 78′ \| | "Жоффруа Гишар", Сент-Этьен |
| «Сент-Этьен»          | 1:1 | «Манчестер Юнайтед»         |
| Кристиан Синежель 80′ | Голы | Гордон Хилл 78′             |

| 5 октября 1977                       | \| «Манчестер Юнайтед» \| 2:0 \| «Сент-Этьен» \| \| Стюарт Пирсон 32′ · Стив Коппелл 65′ \| Голы \| \| | "Хоум Парк", Плимут |
| «Манчестер Юнайтед»                  | 2:0 | «Сент-Этьен»        |
| Стюарт Пирсон 32′ · Стив Коппелл 65′ | Голы                                                                                                   |                     |

Первый раунд
| 19 сентября 1979                         | \| «Видзев» \| 2:1 \| «Сент-Этьен» \| \| Збигнев Бонек 66′ · Рышард Ковеницки 81′ \| Голы \| Мишель Платини 36′ \| | "Стадион Видзева", Лодзь |
| «Видзев»                                 | 2:1 | «Сент-Этьен»             |
| Збигнев Бонек 66′ · Рышард Ковеницки 81′ | Голы | Мишель Платини 36′       |

| 3 октября 1979         | \| «Сент-Этьен» \| 3:0 \| «Видзев» \| \| Джонни Реп 25′ 53′ 69′ \| Голы \| \| | "Жоффруа Гишар", Сент-Этьен |
| «Сент-Этьен»           | 3:0                                                                           | «Видзев»                    |
| Джонни Реп 25′ 53′ 69′ | Голы                                                                          |                             |

Второй раунд
| 24 октября 1979                           | \| ПСВ \| 2:0 \| «Сент-Этьен» \| \| Рене ван де Керкхоф 12′ · Адри Костер 61′ \| Голы \| \| | "Филипс", Эйндховен |
| ПСВ                                       | 2:0                                                                                         | «Сент-Этьен»        |
| Рене ван де Керкхоф 12′ · Адри Костер 61′ | Голы                                                                                        |                     |

| 1 ноября 1979                                                                                            | \| «Сент-Этьен» \| 6:0 \| ПСВ \| \| Жан-Франсуа Лариос 2′ · Мишель Платини 3′ 18′ · Жак Сантини 5′ · Лоран Руссе 88′ · Джонни Реп 90′ (пен.) \| Голы \| \| | "Жоффруа Гишар", Сент-Этьен |
| «Сент-Этьен»                                                                                             | 6:0 | ПСВ                         |
| Жан-Франсуа Лариос 2′ · Мишель Платини 3′ 18′ · Жак Сантини 5′ · Лоран Руссе 88′ · Джонни Реп 90′ (пен.) | Голы |                             |

1/8 финала
| 28 ноября 1979                                                                     | \| «Сент-Этьен» \| 4:1 \| «Арис» \| \| Мишель Платини 14′ · Жан-Франсуа Лариос 46′ · Кристиан Лопес 54′ · Лоран Руссе 78′ \| Голы \| Гиоргос Семерцидис 35′ \| | "Жоффруа Гишар", Сент-Этьен |
| «Сент-Этьен»                                                                       | 4:1 | «Арис»                      |
| Мишель Платини 14′ · Жан-Франсуа Лариос 46′ · Кристиан Лопес 54′ · Лоран Руссе 78′ | Голы | Гиоргос Семерцидис 35′      |

| 12 декабря 1979                                      | \| «Арис» \| 3:3 \| «Сент-Этьен» \| \| Зиндрос 35′ · Паллас 84′ (пен.) · Жанвион 88′ (авт.) \| Голы \| Жан-Франсуа Лариос 8′ · Жак Зимако 64′ · Джонни Реп 80′ \| | «Клеантис Викелидис», Салоники                          |
| «Арис»                                               | 3:3 | «Сент-Этьен»                                            |
| Зиндрос 35′ · Паллас 84′ (пен.) · Жанвион 88′ (авт.) | Голы | Жан-Франсуа Лариос 8′ · Жак Зимако 64′ · Джонни Реп 80′ |

1/4 финала
| 5 марта 1980              | \| «Сент-Этьен» \| 1:4 \| «Боруссия» \| \| Мишель Платини 14′ (пен.) \| Голы \| Карстен Нильсен 15′ 21′ · Харальд Никель 18′ · Эвальд Линен 36′ \| | "Жоффруа Гишар", Сент-Этьен                                     |
| «Сент-Этьен»              | 1:4 | «Боруссия»                                                      |
| Мишель Платини 14′ (пен.) | Голы | Карстен Нильсен 15′ 21′ · Харальд Никель 18′ · Эвальд Линен 36′ |

| 19 марта 1980                          | \| «Боруссия» \| 2:0 \| «Сент-Этьен» \| \| Стеен Тичосен 11′ · Вилфред Ханнес 15′ \| Голы \| \| | "Бёкельбергштадион", Мёнхенгладбах |
| «Боруссия»                             | 2:0                                                                                             | «Сент-Этьен»                       |
| Стеен Тичосен 11′ · Вилфред Ханнес 15′ | Голы                                                                                            |                                    |

Первый раунд
| 17 сентября 1980 | \| «Куопио» \| 0:7 \| «Сент-Этьен» \| \| \| Голы \| Лоран Паганелли 34′ 64′ · Хиварайнен 45′ (авт.) · Мишель Платини 48′ 74′ · Лоран Руссе 79′ · Жерар Жанвион 81′ \| | |
| «Куопио»         | 0:7 | «Сент-Этьен»                                                                                                   |
|                  | Голы | Лоран Паганелли 34′ 64′ · Хиварайнен 45′ (авт.) · Мишель Платини 48′ 74′ · Лоран Руссе 79′ · Жерар Жанвион 81′ |

| 1 октября 1980                                                                            | \| «Сент-Этьен» \| 7:0 \| «Куопио» \| \| Джонни Реп 20′ 43′ 70′ 84′ (пен.) · Лестаж 31′ · Лоран Паганелли 74′ · Кристиан Лопес 80′ \| Голы \| \| | "Жоффруа Гишар", Сент-Этьен |
| «Сент-Этьен»                                                                              | 7:0 | «Куопио»                    |
| Джонни Реп 20′ 43′ 70′ 84′ (пен.) · Лестаж 31′ · Лоран Паганелли 74′ · Кристиан Лопес 80′ | Голы |                             |

Второй раунд
| 22 октября 1980 | \| «Сент-Миррен» \| 0:0 \| «Сент-Этьен» \| | "Сент-Миррен Парк", Пейсли |
| «Сент-Миррен»   | 0:0                                        | «Сент-Этьен»               |

| 5 ноября 1980              | \| «Сент-Этьен» \| 2:0 \| «Сент-Миррен» \| \| Жан-Франсуа Лариос 14′ 58′ \| Голы \| \| | "Жоффруа Гишар", Сент-Этьен |
| «Сент-Этьен»               | 2:0                                                                                    | «Сент-Миррен»               |
| Жан-Франсуа Лариос 14′ 58′ | Голы                                                                                   |                             |

1/8 финала
| 26 ноября 1980 | \| «Гамбург» \| 0:5 \| «Сент-Этьен» \| \| \| Голы \| Джимми Хартвиг 8′ (авт.) · Мишель Платини 26′ 87′ · Жан-Франсуа Лариос 39′ · Жак Зимако 85′ \| | "Фолкспаркштадион", Гамбург                                                                 |
| «Гамбург»      | 0:5 | «Сент-Этьен»                                                                                |
|                | Голы | Джимми Хартвиг 8′ (авт.) · Мишель Платини 26′ 87′ · Жан-Франсуа Лариос 39′ · Жак Зимако 85′ |

| 10 декабря 1980     | \| «Сент-Этьен» \| 1:0 \| "Гамбург" \| \| Лоран Паганелли 10′ \| Голы \| \| | "Жоффруа Гишар", Сент-Этьен |
| «Сент-Этьен»        | 1:0                                                                         | "Гамбург"                   |
| Лоран Паганелли 10′ | Голы                                                                        |                             |

1/4 финала
| 4 марта 1981   | \| «Сент-Этьен» \| 1:4 \| "Ипсвич Таун" \| \| Джонни Реп 16′ \| Голы \| Пол Маринер 28′ 57′ · Арнольд Мюрен 47′ · Джон Уорк 77′ \| | "Жоффруа Гишар", Сент-Этьен Зрителей: 36 919            |
| «Сент-Этьен»   | 1:4 | "Ипсвич Таун"                                           |
| Джонни Реп 16′ | Голы | Пол Маринер 28′ 57′ · Арнольд Мюрен 47′ · Джон Уорк 77′ |

| 18 марта 1981                                             | \| «Ипсвич» \| 3:1 \| «Сент-Этьен» \| \| Терри Бутчер 46′ · Джон Уорк 82′ (пен.) · Пол Маринер 89′ \| Голы \| Жак Зимако 79′ \| | "Портман Роуд", Ипсвич |
| «Ипсвич»                                                  | 3:1 | «Сент-Этьен»           |
| Терри Бутчер 46′ · Джон Уорк 82′ (пен.) · Пол Маринер 89′ | Голы | Жак Зимако 79′         |

Предварительный раунд
| 26 августа 1981    | \| «Сент-Этьен» \| 1:1 \| «Динамо» (Берлин) \| \| Кристиан Лопес 75′ \| Голы \| Кристиан Лопес 25′ (авт.) \| | "Жоффруа Гишар", Сент-Этьен |
| «Сент-Этьен»       | 1:1 | «Динамо» (Берлин)           |
| Кристиан Лопес 75′ | Голы | Кристиан Лопес 25′ (авт.)   |

| 1 сентября 1981         | \| «Динамо» (Берлин) \| 2:0 \| «Сент-Этьен» \| \| Нетц 39′ · Райдигер 83′ \| Голы \| \| | "Фридрих-Людвиг-Ян-Спортпарк", Берлин |
| «Динамо» (Берлин)       | 2:0                                                                                     | «Сент-Этьен»                          |
| Нетц 39′ · Райдигер 83′ | Голы                                                                                    |                                       |

Первый раунд
| 15 сентября 1982                                                               | \| «Сент-Этьен» \| 4:1 \| «Баньяш» (Татабанья) \| \| Джонни Реп 6′ · Жан-Франсуа Даниель 72′ · Лоран Руссе 85′ · Бернар Женгини 89′ \| Голы \| Винтер 24′ \| | "Жоффруа Гишар", Сент-Этьен |
| «Сент-Этьен»                                                                   | 4:1 | «Баньяш» (Татабанья)        |
| Джонни Реп 6′ · Жан-Франсуа Даниель 72′ · Лоран Руссе 85′ · Бернар Женгини 89′ | Голы | Винтер 24′                  |

| 29 сентября 1981     | \| «Баньяш» (Татабанья) \| 0:0 \| «Сент-Этьен» \| |              |
| «Баньяш» (Татабанья) | 0:0                                               | «Сент-Этьен» |

Второй раунд
| 20 октября 1982 | \| «Сент-Этьен» \| 0:0 \| «Богемианс» (Прага) \| | "Жоффруа Гишар", Сент-Этьен |
| «Сент-Этьен»    | 0:0                                              | «Богемианс» (Прага)         |

| 3 ноября 1982                                       | \| «Богемианс» (Прага) \| 4:0 \| «Сент-Этьен» \| \| Немец 28′ · Приложны 59′ · Прокеш 61′ · Мичинец 78′ \| Голы \| \| |              |
| «Богемианс» (Прага)                                 | 4:0 | «Сент-Этьен» |
| Немец 28′ · Приложны 59′ · Прокеш 61′ · Мичинец 78′ | Голы |              |

### Коррупционный скандал и упадок (1982—1986)
В 1982 году клуб был обвинён в создании «чёрной кассы» и попытках подкупа. Роже Рош, бывший президентом «Сент-Этьена» более 20 лет, отправился в тюрьму. Клуб был вынужден распродавать игроков, уходит Робер Эрбен, в итоге клуб вылетел из Лиги 1 в сезоне 1983/84. За один сезон в команде работало четыре тренера (одним из которых был Жан Джоркаефф). В сезоне 1984/85 тренером становится поляк Хенрик Касперчак, который и возвращает «Сент-Этьен» в Лигу 1 в сезоне 1985/86. Настоящим лидерами были голкипер Жан Кастенда, который остался верен клубу несмотря на финансовые затруднения, и камерунец Роже Милла.

### Возвращение в элиту и новый скандал (1986—2000)
«Зелёные» играли в Лиге 1 на протяжении 10 сезонов, лучшим результатом в чемпионате стало 4 место в сезонах 1986/87 и 1987/88, а также два выхода в полуфинал Кубка в 1990 и 1993 годах. В команду вернулся Робер Эрбен, его сменили бывшие игроки клуба — Кристиан Сарраманья и Жак Сантини. В команде появлялись яркие игроки, но надолго не задерживались, уходя в более богатые клубы — Лоран Блан, Любомир Моравчик, Грегори Купе, Тити Камара, Вилли Саньоль, Йон Сивебек.
В сезоне 1995/96 «Сент-Этьен» вылетает из Лиги 1 и возвращается туда в сезоне 1998/99. Вернувшись, «зелёные» заняли шестое место в сезоне 1999/2000, а лучшим бомбардиром стал бразилец Алекс Диас с 15 мячами. Также в клубе проявилась новая звезда — Жереми Жано. Но вскоре разразился скандал — двое игроков команды — Алекс и Максим Левицкий — получили поддельные паспорта Евросоюза (соответственно, португальский и греческий), чтобы не считаться легионерами. Игроки были дисквалифицированы на 4 месяца, а с клуба снято 7 очков. Команда не выдержала такого удара и вновь опустилась в Лигу 2. Также в сезоне 2000/01 из «Зенита» был приобретён «победитель сборной Франции» Александр Панов за сенсационные 5 миллионов долларов. Но российский форвард не оправдал ожиданий — забив 1 гол за 2 сезона, и покинул «Сент-Этьен».

### Возрождение традиций (2004—2022)
Проведя в Лиге 2 три сезона, «Сент-Этьен» вернулся в Лигу 1 в сезоне 2003/04, где выступал до 2022 года. С командой работало несколько сильных тренеров — Эли Боп, Фредерик Антонетти и Лоран Русси. Лучшим достижением стало пятое место в сезоне 2007/08, которое позволило «зелёным» после 25-летнего перерыва вернуться в еврокубки. В Кубке УЕФА 2008/09 «Сент-Этьен» дошёл до 1/8 финала, где уступил в двухматчевом противостоянии бременскому «Вердеру». В 2008 году после неудачного старта команду принимает Ален Перрен, который спасает «зелёных» от вылета, заняв 17 место. В следующем сезоне ситуация повторяется: неудачный старт (10 поражений в 18 играх в трёх турнирах) и отставка тренера. 15 декабря 2009 года главным становится 43-летний помощник Перрена Кристоф Гальтье. Под его руководством «Сент-Этьен» набирает 25 очков в 21 матче, что позволяет занять ту же 17-ю позицию и сохранить прописку в Лиге 1.
В сезоне 2010/11 команда Гальтье, провалившись в национальных кубках, оказывается в середине таблицы — на 10-м месте. Ведущую роль в относительном успехе играют молодые футболисты Блез Матюиди, Эмманюэль Ривьер, Бакари Сако и опытный Лоран Батлес. 23-летний атакующий полузащитник Димитри Пайет становится лучшим бомбардиром команды с 13-ю забитыми голами.
Чемпионат 2011/12 приносит ещё большие успехи: хотя по-прежнему в кубках дела у «Сент-Этьена» идут неважно, в Лиге 1 команда поднимается на 7-ю строчку. Место ушедших лидеров прошлого сезона занимают Жереми Клеман, Фабьен Лемуан и Макс Градель. Лучшим бомбардиром с 16 голами становится 22-летний центрфорвард Пьер-Эмерик Обамеянг. В воротах многолетнего первого номера Жереми Жано сменяет пришедший из «Монако» 24-летний Стефан Руффье.
Сезон 2012/13 складывается для «Сент-Этьена» крайне удачно: команда занимает 5-е место в чемпионате, доходит до четвертьфинала Кубка Франции, а 20 апреля 2013 года, обыграв в финале «Ренн», становится обладателем Кубка французской Лиги — первого трофея за 32 года. Обамеянг забивает уже 19 мячей в Лиге 1, 11 на счету 32-летнего Брандао, перешедшего из «Марселя». В центре обороны и опорной зоне закрепляются юные таланты Курт Зума и Жозуа Гилавоги.
В следующем розыгрыше Лиги 1 «зелёные» поднимаются на многими годами недосягаемую высоту — 4-е место. Не добившись успехов в кубках и Лиге Европы, «стефануа» едва не оказываются в зоне Лиги чемпионов по итогам сезона. Главным бомбардиром с 11 голами становится Мевлют Эрдинч, основными действующими лицами на поле — Ромен Амума, Бенжамен Корнье, футболисты линии обороны — Лоик Перрен и проводящие последний сезон в составе «зелёных» Зума и Гилавоги.
В чемпионате Франции 2014/15 «Сент-Этьен» также до последнего тура ведёт борьбу за место в Лиге чемпионов, однако в итоге занимает 5-е место, уступая 2 очка бронзовому призёру «Монако». Также команда доходит до полуфинала Кубка Франции и четвертьфинала Кубка Лиги, но не преодолевает барьер группового этапа Лиги Европы. Оплот игры в сезоне — оборона, которая становится второй по наименьшему количеству пропущенных мячей. Лучшим бомбардиром с 17 мячами становится Макс Градель, а распасовщиком — Ромен Амума с 11 голевыми передачами. Удачный сезон проводят хавбеки Йоан Молло и 17-летний Аллен Сен-Максимен, Мевлют Эрдинч и Рикки ван Волфсвинкел на двоих забивают 13 голов в Лиге 1.
В сезоне 2015/16 «зелёные» продолжают борьбу за еврокубковые места. До предпоследнего тура «Сент-Этьен» претендует на место в Лиге чемпионов, однако поражение от «Ниццы» (0:2) отправляет «стефануа» во второй по значимости европейский турнир. Неудача в 38-м туре чемпионата в игре с «Лиллем» оборачивается 6-м итоговым местом. В Лиге Европы команда преодолевает квалификацию и групповой этап, однако выбывает на первой же стадии плей-офф от швейцарского «Базеля». Лучшим бомбардиром команды становится Нолан Ру, проводящий первый сезон в «Сент-Этьене». По-прежнему высокий уровень демонстрируют игроки обороны (3-е место по пропущенным мячам в лиге), в полузащите выделяется Валентен Эссерик, ставший лучшим распасовщиком «зелёных».
Первый раунд
| 18 сентября 2008      | \| «Хапоэль» (Тель-Авив) \| 1:2 \| «Сент-Этьен» \| \| Лала 88′ \| Голы \| Пайе 7′ · Фейндуно 60′ \| | «Блумфильд», Тель-Авив Зрителей: 12 000 Судья: Петер Расмуссен |
| «Хапоэль» (Тель-Авив) | 1:2                                                                                                 | «Сент-Этьен»                                                   |
| Лала 88′              | Голы                                                                                                | Пайе 7′ · Фейндуно 60′                                         |

| 2 октября 2008 | \| «Сент-Этьен» \| 2:1 \| «Хапоэль» (Тель-Авив) \| \| Гомис 25′ 76′ \| Голы \| Йебоа 90+1′ \| | «Жоффруа Гишар», Сент-Этьен Зрителей: 27 347 Судья: Кристинн Якобссон |
| «Сент-Этьен»   | 2:1                                                                                           | «Хапоэль» (Тель-Авив)                                                 |
| Гомис 25′ 76′  | Голы                                                                                          | Йебоа 90+1′                                                           |

Групповой этап (группа G)
| М | Команда      | И | В | Н | П | Мячи  | ±  | О |
| - | ------------ | - | - | - | - | ----- | -- | - |
| 1 | «Сент-Этьен» | 4 | 2 | 2 | 0 | 9 − 4 | +5 | 8 |
| 2 | «Валенсия»   | 4 | 1 | 3 | 0 | 8 − 4 | +4 | 6 |
| 3 | «Копенгаген» | 4 | 1 | 2 | 1 | 4 − 5 | −1 | 5 |
| 4 | «Брюгге»     | 4 | 0 | 3 | 1 | 2 − 3 | −1 | 3 |
| 5 | «Русенборг»  | 4 | 0 | 2 | 2 | 1 − 8 | −7 | 2 |

И — игры, В — выигрыши, Н — ничьи, П — проигрыши, Мячи — забитые и пропущенные голы, ± — разница голов, О — очки

1/16 финала
| 18 февраля 2009       | \| «Олимпиакос» \| 1:3 \| «Сент-Этьен» \| \| Джорджевич 64′ (пен.) \| Голы \| Илан 12′ · Дернис 43′ · Гомис 90+1′ \| | «Георгиос Караискакис», Пирей Зрителей: 33 000 Судья: Кардозу Кортеш Батишта |
| «Олимпиакос»          | 1:3 | «Сент-Этьен»                                                                 |
| Джорджевич 64′ (пен.) | Голы | Илан 12′ · Дернис 43′ · Гомис 90+1′                                          |

| 26 февраля 2009     | \| «Сент-Этьен» \| 2:1 \| «Олимпиакос» \| \| Пайе 45′ · Илан 58′ \| Голы \| Гонсалес 90+1′ \| | «Жоффруа Гишар», Сент-Этьен Зрителей: 30 511 Судья: Аллертс Пол |
| «Сент-Этьен»        | 2:1                                                                                           | «Олимпиакос»                                                    |
| Пайе 45′ · Илан 58′ | Голы                                                                                          | Гонсалес 90+1′                                                  |

1/8 финала
| 12 марта 2009 | \| «Вердер» \| 1:0 \| «Сент-Этьен» \| \| Налдо 20′ \| Голы \| \| | «Везерштадион», Бремен Зрителей: 30 116 Судья: Терье Хауге |
| «Вердер»      | 1:0                                                              | «Сент-Этьен»                                               |
| Налдо 20′     | Голы                                                             |                                                            |

| 18 марта 2009              | \| «Сент-Этьен» \| 2:2 \| «Вердер» \| \| Беналуан 64′ · Гракс 90+2′ \| Голы \| Прёдль 6′ · Писарро 27′ \| | «Жоффруа Гишар», Сент-Этьен Зрителей: 33 522 Судья: Дан Тудор |
| «Сент-Этьен»               | 2:2 | «Вердер»                                                      |
| Беналуан 64′ · Гракс 90+2′ | Голы | Прёдль 6′ · Писарро 27′                                       |

3-й квалификационный раунд
| 1 августа 2013            | \| «Сент-Этьен» \| 3:0 \| «Милсами» \| \| Брандао 3′ 82′ · Коад 21′ \| Голы \| \| | «Жоффруа Гишар», Сент-Этьен Зрителей: 24 671 Судья: Падрайг Саттон |
| «Сент-Этьен»              | 3:0                                                                               | «Милсами»                                                          |
| Брандао 3′ 82′ · Коад 21′ | Голы                                                                              |                                                                    |

| 2 октября 2008 | \| «Милсами» \| 0:3 \| «Сент-Этьен» \| \| \| Голы \| Брандао 29′ · Амума 39′ · Николицэ 69′ \| | «Зимбру», Кишинёв Зрителей: 3 027 Судья: Илиас Спартас |
| «Милсами»      | 0:3                                                                                            | «Сент-Этьен»                                           |
|                | Голы                                                                                           | Брандао 29′ · Амума 39′ · Николицэ 69′                 |

Квалификационный раунд плей-офф
| 22 августа 2013                                  | \| «Эсбьерг» \| 4:3 \| «Сент-Этьен» \| \| Анкерсен 26′ 80′ · ван Бюрен 64′ · Андреасен 75′ \| Голы \| Табану 22′ · Амума 42′ · Перрен 70′ \| | «Блю Уотер Арена», Эсбьерг Зрителей: 11 478 Судья: Бобби Мэдден |
| «Эсбьерг»                                        | 4:3 | «Сент-Этьен»                                                    |
| Анкерсен 26′ 80′ · ван Бюрен 64′ · Андреасен 75′ | Голы | Табану 22′ · Амума 42′ · Перрен 70′                             |

| 29 августа 2013 | \| «Сент-Этьен» \| 0:1 \| «Эсбьерг» \| \| \| Голы \| Салль 73′ (авт.) \| | «Жоффруа Гишар», Сент-Этьен Зрителей: 24 000 Судья: Владислав Безбородов |
| «Сент-Этьен»    | 0:1                                                                      | «Эсбьерг»                                                                |
|                 | Голы                                                                     | Салль 73′ (авт.)                                                         |

Квалификационный раунд плей-офф
| 21 августа 2014 | \| «Карабюкспор» \| 1:0 \| «Сент-Этьен» \| \| Кумбела 60′ \| Голы \| \| | «Нехметтин Сейхоглу», Карабюк Зрителей: 10 250 Судья: Марчин Борски |
| «Карабюкспор»   | 1:0                                                                     | «Сент-Этьен»                                                        |
| Кумбела 60′     | Голы                                                                    |                                                                     |

| 2 октября 2008 | \| «Сент-Этьен» \| 1:0 (пен. 5:3) \| «Карабюкспор» \| \| Монне-Паке 13′ \| Голы \| \| | «Жоффруа Гишар», Сент-Этьен Зрителей: 24 900 Судья: Евгений Арановский |
| «Сент-Этьен»   | 1:0 (пен. 5:3)                                                                        | «Карабюкспор»                                                          |
| Монне-Паке 13′ | Голы                                                                                  |                                                                        |

Групповой этап (группа F)
| М | Команда      | И | В | Н | П | Мячи  | ±  | О  |
| - | ------------ | - | - | - | - | ----- | -- | -- |
| 1 | «Интер»      | 6 | 3 | 3 | 0 | 6 − 2 | +4 | 12 |
| 2 | «Днепр»      | 6 | 2 | 1 | 3 | 4 − 5 | −1 | 7  |
| 3 | «Карабах»    | 6 | 1 | 3 | 2 | 3 − 5 | −2 | 6  |
| 4 | «Сент-Этьен» | 6 | 0 | 5 | 1 | 2 − 3 | −1 | 5  |

И — игры, В — выигрыши, Н — ничьи, П — проигрыши, Мячи — забитые и пропущенные голы, ± — разница голов, О — очки

3-й квалификационный раунд
| 30 июля 2015  | \| «Тыргу-Муреш» \| 0:3 \| «Сент-Этьен» \| \| \| Голы \| Дьоманде 24′ · Амума 75′ 83′ \| | «Транс-Сил», Тыргу-Муреш Зрителей: 6 498 Судья: Пол ван Букел |
| «Тыргу-Муреш» | 0:3                                                                                      | «Сент-Этьен»                                                  |
|               | Голы                                                                                     | Дьоманде 24′ · Амума 75′ 83′                                  |

| 6 августа 2015      | \| «Сент-Этьен» \| 1:2 \| «Тыргу-Муреш» \| \| Гонсалес 72′ (авт.) \| Голы \| Педро 39′ · Гонсалес 62′ \| | «Жоффруа Гишар», Сент-Этьен Зрителей: 40 000 Судья: Крэйг Поусон |
| «Сент-Этьен»        | 1:2 | «Тыргу-Муреш»                                                    |
| Гонсалес 72′ (авт.) | Голы | Педро 39′ · Гонсалес 62′                                         |

Квалификационный раунд плей-офф
| 20 августа 2015 | \| «Милсами» \| 1:1 \| «Сент-Этьен» \| \| Буд 57′ \| Голы \| Амума 40′ \| | «Районал», Орхей Зрителей: 5 800 Судья: Бартош Франковски |
| «Милсами»       | 1:1                                                                       | «Сент-Этьен»                                              |
| Буд 57′         | Голы                                                                      | Амума 40′                                                 |

| 27 августа 2015 | \| «Сент-Этьен» \| 1:0 \| «Милсами» \| \| Корнье 15′ \| Голы \| \| | «Жоффруа Гишар», Сент-Этьен Зрителей: 22 456 Судья: Алексей Еськов |
| «Сент-Этьен»    | 1:0                                                                | «Милсами»                                                          |
| Корнье 15′      | Голы                                                               |                                                                    |

Групповой этап (группа G)
| М | Команда      | И | В | Н | П | Мячи   | ±  | О  |
| - | ------------ | - | - | - | - | ------ | -- | -- |
| 1 | «Лацио»      | 6 | 4 | 2 | 0 | 13 − 6 | +7 | 14 |
| 2 | «Сент-Этьен» | 6 | 2 | 3 | 1 | 10 − 7 | +3 | 9  |
| 3 | «Днепр»      | 6 | 2 | 1 | 3 | 6 − 8  | −2 | 7  |
| 4 | «Русенборг»  | 6 | 0 | 2 | 4 | 4 − 12 | −8 | 2  |

И — игры, В — выигрыши, Н — ничьи, П — проигрыши, Мячи — забитые и пропущенные голы, ± — разница голов, О — очки

1/16 финала
| 18 февраля 2016                        | \| «Сент-Этьен» \| 3:2 \| «Базель» \| \| Салль 9′ · Монне-Паке 39′ · Баэбек 77′ \| Голы \| Самуэль 44′ · Янко 55′ (пен.) \| | «Жоффруа Гишар», Сент-Этьен Зрителей: 27 000 Судья: Анастасиос Сидиропулос |
| «Сент-Этьен»                           | 3:2 | «Базель»                                                                   |
| Салль 9′ · Монне-Паке 39′ · Баэбек 77′ | Голы | Самуэль 44′ · Янко 55′ (пен.)                                              |

| 25 февраля 2016  | \| «Базель» \| 2:1 \| «Сент-Этьен» \| \| Дзуффи 15′ 90+2′ \| Голы \| Салль 89′ \| | «Санкт-Якоб Парк», Базель Зрителей: 20 976 Судья: Данни Маккели |
| «Базель»         | 2:1                                                                               | «Сент-Этьен»                                                    |
| Дзуффи 15′ 90+2′ | Голы                                                                              | Салль 89′                                                       |

3-й квалификационный раунд
| 29 июля 2016 | \| «Сент-Этьен» \| 0:0 \| АЕК Афины \| | «Жоффруа Гишар», Сент-Этьен Зрителей: 30 438 Судья: Антонио Дамато |
| «Сент-Этьен» | 0:0                                    | АЕК Афины                                                          |

| 4 августа 2016 | \| АЕК Афины \| 0:1 \| «Сент-Этьен» \| \| \| Голы \| Берич 23′ \| | Олимпийский стадион, Афины Зрителей: 25 004 Судья: Алон Ефет |
| АЕК Афины      | 0:1                                                               | «Сент-Этьен»                                                 |
|                | Голы                                                              | Берич 23′                                                    |

Квалификационный раунд плей-офф
| 17 августа 2016  | \| Бейтар Иерусалим \| 1:2 \| «Сент-Этьен» \| \| Веред 8′ \| Голы \| Лемуан 15′ · Руэда 30′ (авт.) \| | Тедди, Иерусалим Зрителей: 15 000 Судья: Майкл Оливер |
| Бейтар Иерусалим | 1:2                                                                                                   | «Сент-Этьен»                                          |
| Веред 8′         | Голы                                                                                                  | Лемуан 15′ · Руэда 30′ (авт.)                         |

| 4 августа 2016 | \| «Сент-Этьен» \| 0:0 \| Бейтар Иерусалим \| | «Жоффруа Гишар», Сент-Этьен Зрителей: 20 354 Судья: Матей Юг |
| «Сент-Этьен»   | 0:0                                           | Бейтар Иерусалим                                             |

Групповой этап (группа C)
| М | Команда      | И | В | Н | П | Мячи   | ±  | О  |
| - | ------------ | - | - | - | - | ------ | -- | -- |
| 1 | «Сент-Этьен» | 6 | 3 | 3 | 0 | 8 − 5  | +3 | 12 |
| 2 | «Андерлехт»  | 6 | 3 | 2 | 1 | 16 − 8 | +8 | 11 |
| 3 | «Майнц 05»   | 6 | 2 | 3 | 1 | 8 − 10 | −2 | 9  |
| 4 | «Габала»     | 6 | 0 | 0 | 6 | 5 − 14 | −9 | 0  |

И — игры, В — выигрыши, Н — ничьи, П — проигрыши, Мячи — забитые и пропущенные голы, ± — разница голов, О — очки

1/16 финала
| 16 февраля 2017                | \| «Манчестер Юнайтед» \| 3:0 \| «Сент-Этьен» \| \| Ибрагимович 15′ 75′ 88′ (пен.) \| Голы \| \| | «Олд Траффорд», Манчестер Зрителей: 67 192 Судья: Павел Краловец |
| «Манчестер Юнайтед»            | 3:0                                                                                              | «Сент-Этьен»                                                     |
| Ибрагимович 15′ 75′ 88′ (пен.) | Голы                                                                                             |                                                                  |

| 22 февраля 2017 | \| «Сент-Этьен» \| 0:1 \| «Манчестер Юнайтед» \| \| \| Голы \| Мхитарян 16′ \| | «Жоффруа Гишар», Сент-Этьен Зрителей: 41 492 Судья: Дениз Айтекин |
| «Сент-Этьен»    | 0:1                                                                            | «Манчестер Юнайтед»                                               |
|                 | Голы                                                                           | Мхитарян 16′                                                      |

Групповой этап (группа I)
| М | Команда       | И | В | Н | П | Мячи   | ±  | О  |
| - | ------------- | - | - | - | - | ------ | -- | -- |
| 1 | «Гент»        | 6 | 3 | 3 | 0 | 11 − 7 | +4 | 12 |
| 2 | «Вольфсбург»  | 6 | 3 | 2 | 1 | 9 − 7  | +2 | 11 |
| 3 | «Сент-Этьен»  | 6 | 0 | 4 | 2 | 6 − 8  | −2 | 4  |
| 4 | «Александрия» | 6 | 0 | 3 | 3 | 6 − 10 | −4 | 3  |

И — игры, В — выигрыши, Н — ничьи, П — проигрыши, Мячи — забитые и пропущенные голы, ± — разница голов, О — очки

## Инфраструктура

### Стадион
С 1931 года «Сент-Этьен» играет на стадионе «Жоффруа Гишар». Первый товарищеский матч на стадионе был сыгран 13 сентября 1931 года с «Каннами». Стадион является собственностью городского муниципалитета. «Жоффруа Гишар» занимает седьмое место во Франции с точки зрения вместимости, с возможностью принять 35 616 зрителей. 21 октября 2010 года, городской совет принял проект реконструкции арены, предусматривающий постройку трёх угловых трибун. Вместимость стадиона увеличится до 41 000 мест.
Рекорд посещаемости на стадионе был установлен 11 мая 1985 года — игру с «Лиллем» посетили 47 747 зрителей.

### Центр Л’Этрат
Тренировочный центр Л’Этрат был открыт в апреле 1997 года. В 2005 году, центр, расположенный в нескольких километрах от Сент-Этьена, полностью преобразуется в базу для основной и молодёжной команд. В феврале 2006 года, все административные части клуба передаются в центр.

### Молодёжная команда
Подготовка собственных воспитанников всегда было приоритетом для «Сент-Этьена» с 1953 года с приходом Жана Снелля. Действительно, восемь игроков основного состава в триумфальном 1976 году, выиграли Кубок Гамбарелля в составе юношеской команды в 1970 году. Целью клуба является подготовка молодёжи для основного состава в каждой возрастной группе.
Молодёжь обучается в лицее Tézenas Montcel, расположенном в центре города, где они получают нормальное образование, но график составлен с учётом тренировок. Тренировочный центр молодёжи расположен вблизи Сент-Этьена, в Л’Этрат, где также тренируется основная команда и находится штаб-квартира клуба.

### Правовой статус и управление
Спортивная Ассоциация «Сент-Этьен Луара» состоит из ассоциации, являющейся членом ФФФ, и общества. Ассоциация ASSE управляет учебным центр и командой дублёров. Общество ASSE имеет статус профессиональной спортивной компании (SASP). Основными акционерами клуба являются Ролан Ромейе и Бернар Каяццо, которые между собой всем пакетом акций.
Клуб имеет Наблюдательный совет, роль которого заключается в обеспечении бесперебойной работы клуба. Этот совет, под председательством Бернара Каяццо, назначает председателя и членов Совета клуба.
Бернар Каяццо, бывший директор компании Call Center Alliance, и Роланд Ромейер, бывший директор SACMA Agencements являются президентами Спортивной ассоциации «Сент-Этьен Луара». Стефан Тиссье является исполнительным директором клуба. Николя Жак отвечает за коммерческую работу, а Франсуа-Ксавье Люси отвечает за в финансы. Несколько бывших игроков «Сент-Этьена» работают в системе клуба — Дэмиен Комолли является спортивным директором, Жан-Филипп Примар отвечает за учебный центр и резервную команду.

### Финансы
По состоянию на 30 июня 2007 года «Сент-Этьен» имеет оборот в 57,25 млн евро. В сезоне 2008/09 с примерным бюджетом в размере 60 млн евро клуб занимал пятое место во Франции. В сезоне 2010/11 «Сент-Этьен» имеет бюджет в 55 миллионов евро и занимает 6 место в Лиге 1 наравне с «Лиллем».

## Достижения

### Национальные
- Чемпионат Франции
  - Чемпион (10): 1956/57, 1963/64, 1966/67, 1967/68, 1968/69, 1969/70, 1973/74, 1974/75, 1975/76, 1980/81
  - Вице-чемпион (3): 1945/46, 1970/71, 1981/82
- Чемпионат Франции (Лига 2)
  - Победитель (3): 1962/63[англ.], 1998/99, 2003/04
  - Вице-чемпион (2): 1937/38[англ.], 1985/86[англ.]
- Кубок Франции
  - Обладатель (6): 1961/62, 1967/68, 1969/70, 1973/74, 1974/75, 1976/77
  - Финалист (4): 1959/60, 1980/81, 1981/82, 2019/20
- Кубок Французской лиги
  - Обладатель: 2012/13
- Суперкубок Франции
  - Обладатель (5): 1957, 1962, 1967, 1968, 1969

### Международные
- Кубок европейских чемпионов
  - Финалист: 1976

## Текущий состав
| 1  | Франция                          | Вр  | Брис Моблё                                 | 1989 |  |  |  |  |  |
| 16 | Сенегал                          | Вр  | Бубакар Фалль                              | 2001 |  |  |  |  |  |
| 30 | Франция                          | Вр  | Готье Ларсонье                             | 1997 |  |  |  |  |  |
|    |                                  |     |                                            |      |  |  |  |  |  |
| 3  | Франция                          | Защ | Микаэль Наде                               | 1999 |  |  |  |  |  |
| 5  | Марокко                          | Защ | Юнис Абдельхамид                           | 1987 |  |  |  |  |  |
| 8  | Франция                          | Защ | Деннис Аппиа                               | 1992 |  |  |  |  |  |
| 13 | Франция                          | Защ | Максим Берно (в аренде из «Динамо Загреб») | 1998 |  |  |  |  |  |
| 17 | Франция                          | Защ | Пьер Корню                                 | 1996 |  |  |  |  |  |
| 19 | Франция                          | Защ | Лео Петро                                  | 1997 |  |  |  |  |  |
| 21 | Демократическая Республика Конго | Защ | Дилан Батубинсика                          | 1996 |  |  |  |  |  |
| 23 | Франция                          | Защ | Антони Бриансон (капитан)                  | 1994 |  |  |  |  |  |
| 23 | Франция                          | Защ | Иванн Масон                                | 1994 |  |  |  |  |  |
| 35 | Франция                          | Защ | Марванн Нзузи                              | 2004 |  |  |  |  |  |
| 45 | Франция                          | Защ | Кевин Педро                                | 2006 |  |  |  |  |  |
|    |                                  |     |                                            |      |  |  |  |  |  |
| 4  | Франция                          | ПЗ  | Пьер Эква (в аренде из «Сандерленда»)      | 2002 |  |  |  |  |  |

| 6  | Марокко        | ПЗ  | Бенжамен Бушуари                        | 2002 |  |  |  |  |  |
| 10 | Франция        | ПЗ  | Флориан Тардьё                          | 1992 |  |  |  |  |  |
| 20 | Гана           | ПЗ  | Огюстен Боакье                          | 2000 |  |  |  |  |  |
| 26 | Франция        | ПЗ  | Ламин Фомба                             | 1997 |  |  |  |  |  |
| 28 | Сербия         | ПЗ  | Игор Миладинович                        | 2003 |  |  |  |  |  |
| 29 | Марокко        | ПЗ  | Аймен Муэффек                           | 2001 |  |  |  |  |  |
|    |                |     |                                         |      |  |  |  |  |  |
| 7  | Франция        | Нап | Ирвин Кардона (в аренде из «Аугсбурга») | 1997 |  |  |  |  |  |
| 9  | Мали           | Нап | Ибраим Сиссоко                          | 1995 |  |  |  |  |  |
| 11 | Новая Зеландия | Нап | Бен Олд                                 | 2002 |  |  |  |  |  |
| 22 | Грузия         | Нап | Зурико Давиташвили                      | 2001 |  |  |  |  |  |
| 25 | Сенегал        | Нап | Ибрахима Ваджи                          | 1995 |  |  |  |  |  |
| 32 | Бельгия        | Нап | Люка Стассен                            | 2004 |  |  |  |  |  |
| 41 | Тунис          | Нап | Джибриль Отман                          | 2004 |  |  |  |  |  |
| 63 | Франция        | Нап | Джилиан Н’Гессан                        | 2004 |  |  |  |  |  |

## Поддержка

### Болельщики
Поклонники «Сент-Этьена» занимают видное место в клубе в течение почти половины века, с момента создания Ассоциации Болельщиков «Сент-Этьена» под председательством Пьера Гишара. В 2011 году было пять официальных групп сторонников: les Associés Supporters de l’Association sportive de Saint-Étienne Loire, l’Union des supporteurs stéphanois, les Green Angels 92, les Magic Fans 91 и Indépendantistes stéphanois 98.
Друзьями считаются ультрас клубов: «Бордо» («Ultramarines 1987»), «Арис» («SUPER 3»), «Брешиа», «Чезена», «Штутгарт» («Commando Cannstatt 1997»).
Кроме того, клуб имеет официальный гимн болельщиков — Go Green!, написанный певцом Монти в 1976 году.

### Посещаемость
Арена «Жоффруа Гишар» известна на протяжении многих лет одной из лучших средних посещаемостей в Лиге 1, благодаря праздничной атмосфере царящей на каждом матче. В традиционном Чемпионате Франции среди стадионов, проводимом LFP, болельщики «Сент-Этьена» занимали первое место в Лиге 1 в 2006—2007, 2007—2008 и 2008—2009 годах.

## Дерби
Игры с «Лионом» образуют так называемое Ронское дерби. Данное дерби является одним из самых важных в Лиге 1 и, как и другие крупные соперничества, часто выходит за пределы поля. Эта борьба также является противостоянием между двумя городами.

## Форма

### Домашняя
| 2006/07 | 2007/08 | 2008/09 | 2009/10 | 2010/11 | 2011/12 | 2012/13 | 2013/14 | 2014/15 | 2015/16 | 2016/17 |
| 2017/18 | 2018/19 | 2019/20 | 2020/21 | 2021/22 | 2022/23 | 2023/24 | 2024/25 |         |         |         |

### Гостевая
| 2006/07 | 2007/08 | 2008/09 | 2009/10 | 2010/11 | 2011/12 | 2012/13 | 2013/14 | 2014/15 | 2015/16 | 2016/17 |
| 2017/18 | 2018/19 | 2019/20 | 2020/21 | 2021/22 | 2022/23 | 2023/24 | 2024/25 |         |         |         |

### Резервная
| 2015/16 | 2016/17 | 2017/18 | 2018/19 | 2019/20 | 2020/21 | 2021/22 | 2023/24 | 2024/25 |

Источники:,